# Dolomiti Superski

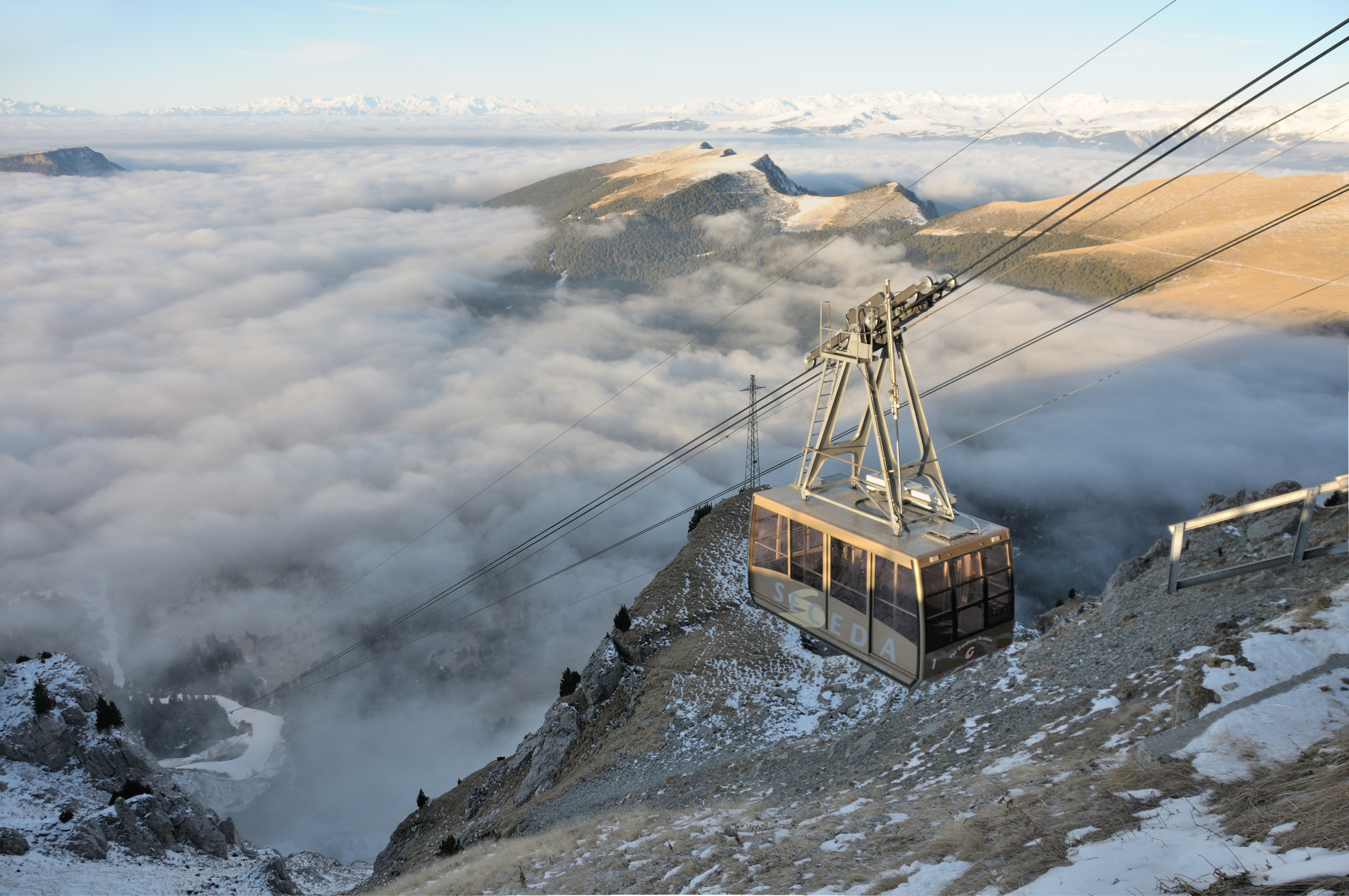
Téléphérique faisant partie du Dolomiti Superski.

Dolomiti Superski (en italien Federconsorzi Dolomiti Superski) est un réseau de 12 stations de sports d'hiver non reliées, situées dans les Dolomites (Alpes italiennes), comptabilisant plus de 1200 km de pistes accessibles avec un pass unique :
- Cortina d'Ampezzo (Vénétie)
- Plan de Corones / Kronplatz (Trentin-Haut-Adige)
- Alta Badia (Trentin-Haut-Adige)
- Val Gardena - Seiser Alm (Trentin-Haut-Adige)
- Fassatal - Karersee (Trentin-Haut-Adige)
- Arabba - Marmolada (Vénétie)
- Hochpustertal (Trentin-Haut-Adige)
- Val di Fiemme - Obereggen (Trentin-Haut-Adige)
- San Martino di Castrozza - Passo Rolle (Trentin-Haut-Adige)
- Eisacktal (Trentin-Haut-Adige)
- Trevalli (Vénétie)
- Civetta (Vénétie)